# Anna von Mörsperg
Anna Freiin von Mörsperg OCist (* 16. Jahrhundert; † 25. Januar 1551) war eine deutsche Zisterzienserin und von 1544 bis 1551 Äbtissin des Zisterzienser-Klosters Lichtenthal.

## Leben
Anna Freiin von Mörsperg-Beffort (modernisierte Schreibweise Mörsberg-Belfort) war eine Tochter des kaiserlichen Landvogts im Unterelsass, Hans Jakob Freiherr zu Mörsperg (Morimont) und Beffort aus der Familie der Freiherren von Mörsberg (Morimont) und Belfort.
Sie wurde am 8. Mai 1544 zur 23. Äbtissin des Klosters Lichtenthal gewählt. Während ihrer Regierungszeit verfasste sie die sogenannte Schaffnerordnung, welche die Tätigkeit und Regeln des Klosterschaffners definierte. Diese übergab sie anschließend zur Genehmigung an Ulrich Langenmantel, dem badischen Hofmeister des minderjährigen Markgrafen Philibert von Baden. Äbtissin Anna von Mörsperg starb nach 7-jähriger Amtszeit nach Krankheit im Jahr 1551 und war zugleich die letzte Adelige als Vorsteherin des Klosters Lichtenthal. Ihre Nachfolgerin wurde Barbara Vehus.